# Eichhorst (Schorfheide)

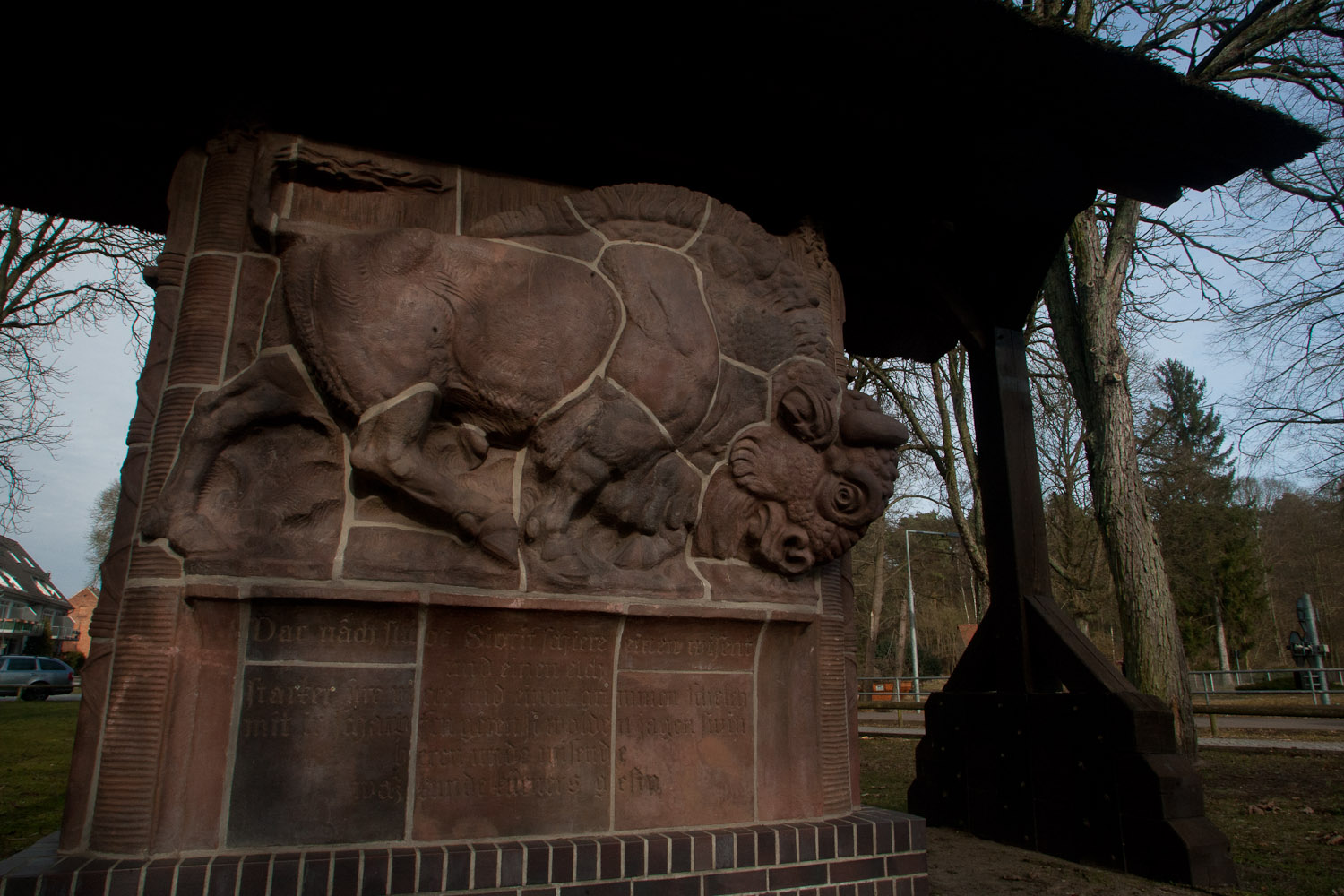
Wisentdenkmal

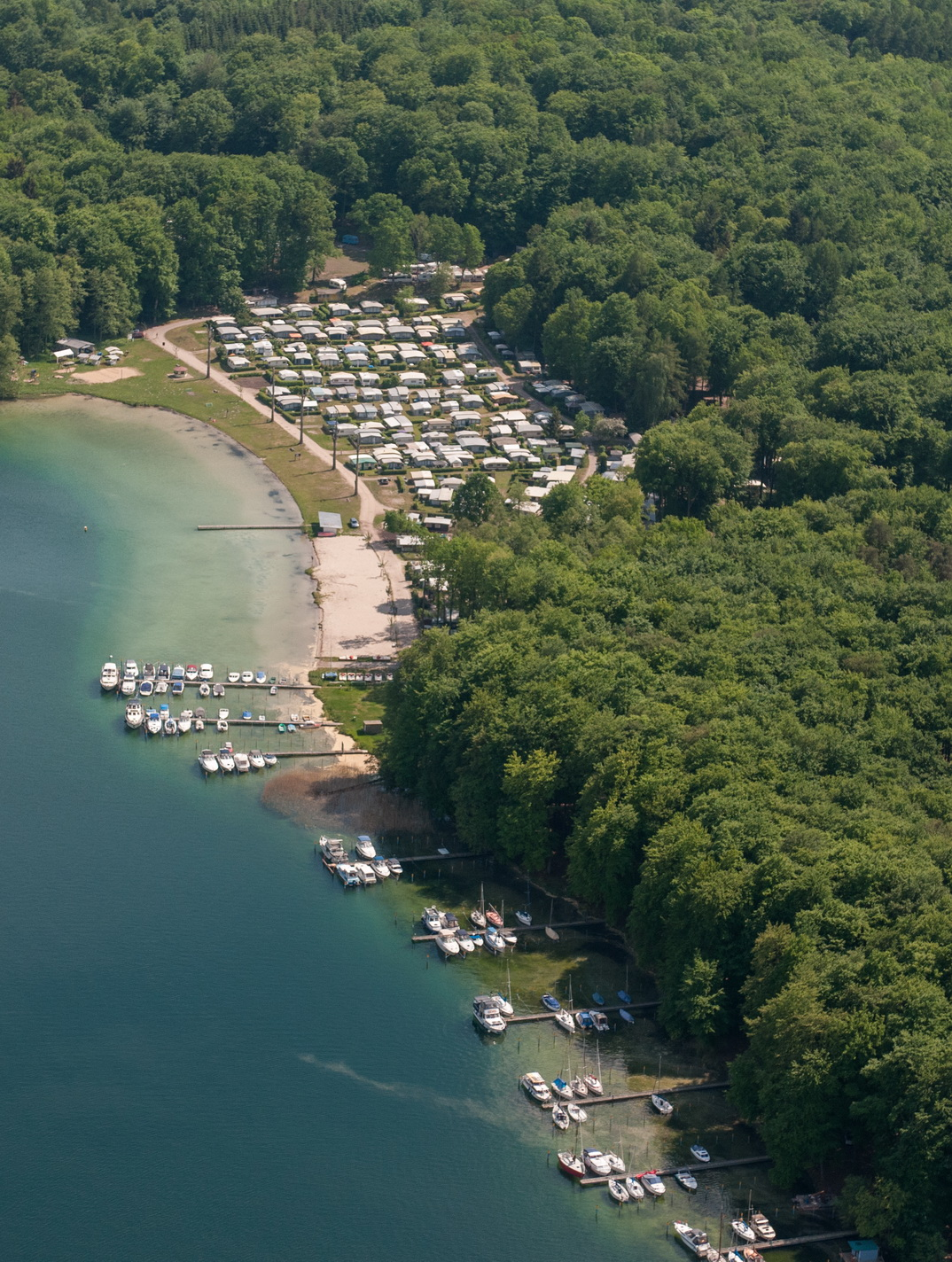
Zeltplatz Süßer Winkel

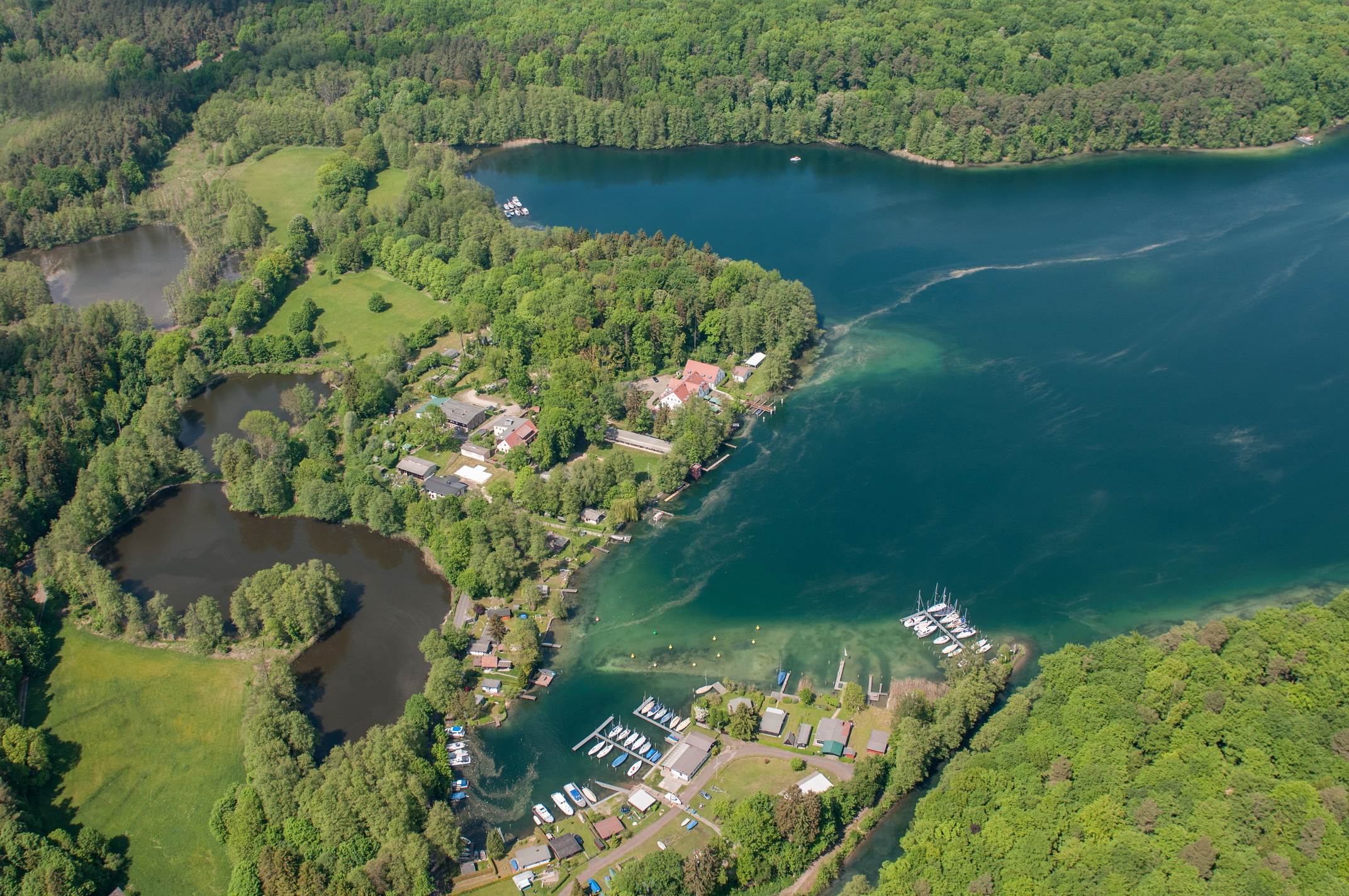
Ortsteil Wildau

Eichhorst ist ein Ortsteil der Gemeinde Schorfheide, dazu gehören die Ortslagen Wildau und Rosenbeck. Eichhorst liegt westlich des Werbellinkanals, einer der ältesten künstlichen Wasserstraßen Deutschlands. Für den Ort ist der Tourismus von großer Bedeutung, der Radfernweg Berlin–Usedom führt entlang des Werbellinkanals an Eichhorst und seinen Ortsteilen vorbei.

## Geschichte
Im heutigen Gebiet von Eichhorst, in der Gegend des Askanierturms, befand sich im Spätmittelalter eine Burg, auf die der älteste urkundliche Beleg Werbellins bezogen wird, eine 1247 „apud Warbellinum“ datierte Urkunde, mit der die Markgrafen Johann I. und Otto III. ein Privileg für die Neustadt Salzwedel ausstellten.
Die eigentliche Besiedlung des Ortes Eichhorst geht auf einen Brief König Friedrich I. vom 22. Februar 1709 zurück, der dem Liebenwalder Oberjägermeister die Anweisung gab, eine Papiermühle nach holländischem Vorbild zu errichten. Zu diesem Zweck wurde auf dem Gebiet des heutigen Eichhorst begonnen, Bauholz einzuschlagen. 1711 wurde die Papierfabrikation aufgenommen. Zwischen 1761 und 1766 erfolgte der Ausbau des Werbellinfließes zum Werbellinkanal, mit Einrichtung einer Schleuse bei der Papiermühle (Papiermühlen-Schleuse) und einer weiteren Schleuse (Rosenbruch'sche oder Rosenbeck'sche Schleuse, Schleuse an der Rosenbeck) bei der heutigen Ortschaft Rosenbeck. In Verbindung damit kam es dann auch zur Gründung der Wohnstätten Holländische Papiermühle und Werbelliner Canalkolonie, 1768) und Rosenbeck. 1867 wurde die Mühle im Auftrag des Berliner Holzhändlers Franz Samuel Gerbitz zu einer Mahl- und Schneidemühle umgebaut, der Betrieb ging jedoch wenige Jahre später in Konkurs. 1877 wurden seine insgesamt vierzehn Gebäude schließlich zum Abbruch freigegeben und versteigert.
Nach einem königlichen Erlass vom 17. Mai 1878, bekanntgegeben am 11. Juni 1878, wurden die Kolonien Rosenbeck und die Werbelliner Kanalkolonie unter dem Namen Eichhorst zusammengefasst. 1927 folgte der Anschluss Wildaus, das vorher zur Gemeinde Grimnitz gehörte.
Zu DDR-Zeiten wurde im Ort ein Kinderferienlager betrieben.
Im Jahr 1997 entstand aus den zuvor selbstständigen Orten Eichhorst, Finowfurt, Lichterfelde und Werbellin die Gemeinde Finowfurt. 2003 schlossen sich Finowfurt und Groß Schönebeck zur Gemeinde Schorfheide zusammen.

## Sehenswürdigkeiten und Kultur
Zu den bekanntesten Sehenswürdigkeiten von Eichhorst zählt der Askanierturm, der sich am Werbellinkanal in der Ortslage Wildau befindet. Bei Grabungsarbeiten im 18. Jahrhundert fand man dort Mauerreste und Waffen, die der schriftlich bezeugten Burg des 13./14. Jahrhunderts zugeordnet wurden. Der Joachimsthaler Heimatdichter Friedrich Brunhold schlug vor, an diesem historischen Ort einen Turm zu errichten. Diese Idee griff Prinz Carl von Preußen auf und beauftragte den Eberswalder Baumeister Oskar Büschner mit der Ausführung. Dieser entwarf den Rundturm aus Feldstein, Balkon und backsteinernem Zinnenkranz. Im Jahre 1879 wurde der Turm eingeweiht. In den 1970er Jahren musste er wegen Baufälligkeit geschlossen werden. Zu Beginn des neuen Jahrtausends wurde der Turm für die Besucher wieder zugänglich gemacht.
1934 weihte Hermann Göring das Wisentdenkmal ein, das an die Zuchterfolge in seinem Urwildgehege südwestlich des Werbellinsees erinnern sollte. Die Halbplastik stammt vom deutschen Bildhauer Max Esser und wurde in der Keramischen Werkstatt in Gildenhall erschaffen. Sie zeigt das Tier in Angriffsposition und zitiert darunter einen Vers aus dem Nibelungenlied: „Darnach sluog Sivrit schiere einen Wisent und einen Elch, Starke Ure viere und einen grimmen Schelch“. Da auf der Rückseite des Denkmals ein Hakenkreuz und eine Widmungsschrift angebracht war, wurde das Denkmal 1958 entfernt und im Wald vergraben. Im April 1990 konnte die Position im Wald bestimmt werden. Es wurde zunächst gesichert und eingelagert. Nach einer ausführlichen Bestandsaufnahme und Fotodokumentation stellten Restauratoren das Denkmal wieder her. 1994 wurde es unter Denkmalschutz gestellt; ab 1998 begann der Wiederaufbau, der am 29. November 2001 mit der Einweihung abgeschlossen werden konnte.
Eine auf ein Alter von über 700 Jahren geschätzte Eiche im Ortskern steht unter Naturschutz. Der Stammumfang beträgt 6,74 m (2016).
An der Eberswalder Chaussee 14 befindet sich der Ferienhof Bildungs- und Erholungswerk Barnim.
Am Rande des Ortsteils gibt es im Bereich Süßer Winkel einen Campingplatz.
Am 27. August 2010 hat der Rundfunk Berlin-Brandenburg Eichhorst als Landschleicher in seiner Sendung Brandenburg aktuell gewählt.

## Mit Eichhorst verbundene Persönlichkeiten
- Erich Kloss (1889–1964), Kinder-, Jugend- und Naturbuchautor